# Джеймс Адамсън
Джеймс Крейг Адамсън (на английски: James Craig Adamson) е бивш астронавт на САЩ, извършил два космически полета в експедициите на совалката Колумбия, полет STS-28 през 1989 г. и на совалката Атлантис, полет STS-43 през 1991 г.

## Биография
Роден е на 3 март 1946 г. във Варшава (Warsaw), щата Ню Йорк, САЩ). През 1969 г. завършва Военната Академия на САЩ (United States Military Academy) в Уест-Пойнт (West Point) и полуава степен бакалавър по инженерни науки. През
1977 г. в Принстънския университет (Princeton University) получава степента магистър по аерокосмическа техника.
От 1981 до 1992 г. работи в космическия център „Л. Джонсън“ (Johnson Space Center).

### Космическа подготовка
През 1984 г. е зачислен в отряда на астронавтите на НАСА в състава на 10-а група на НАСА като специалист по полетите. От юли 1984 до юни 1985 г. преминава курс за обща космическа подготовка с получаване на квалификация специалист по полетите и е назначен в Отдел астронавти на НАСА. През ноември 1985 е назначен в екипаж на совалката за полет по програмата на министерството на отбраната (Department of Defense), но след катастрофата на „Чалънджър“ (Challenger) полетът е отменен. До възобновяването на полетите на совалките работи като заместник мениджър по техническите въпроси в Отдел програма Спейс Шатъл (Shuttle Program Office) в НАСА.
От септември 1989 до октомври 1990 г. е директор на аналитическия отдел (Shuttle Processing Analysis) в космически център „Джон Кенеди“ (Kennedy Space Center).
През февруари 1988 г. е назначен в екипаж по програмата на полет STS-28.

### Първи полет
От 8 до 13 август 1989 г. извършва космически полет като специалист на космическия кораб „Колумбия“ (Columbia) полет STS-28. Става 220-и човек, извършил полет в космоса, и 131-ви от САЩ. Продължителността на полета е 5 денонощия 1 час 0 минути 53 секунди.

### Втори полет
От 2 до 11 август 1991 г. извършва втори космически полет като специалист на космическия кораб „Атлантис“ (Atlantis), полет STS-43. Продължителността на полета е 8 денонощия 21 часа 22 минути 25 секунди.
През юни 1992 – излиза от отряда на астронавтите.
| Космически полети на Джеймс Адамсън                                 | Космически полети на Джеймс Адамсън | Космически полети на Джеймс Адамсън | Космически полети на Джеймс Адамсън | Космически полети на Джеймс Адамсън    |
| №                                                                   | Дата                                | КК                                  | Функции                             | Продължителност                        |
| ------------------------------------------------------------------- | ----------------------------------- | ----------------------------------- | ----------------------------------- | -------------------------------------- |
| 1                                                                   | 8 август 1989                       | „Колумбия“ STS-28                   | Специалист по мисията               | 5 денонощия 1 час 0 мин и 8 сек.       |
| 2                                                                   | 2 август 1991                       | „Атлантис“ STS-43                   | Специалист по мисията               | 8 денонощия 21 часа 21 мин 25 секунди. |
| Сумарно време в космоса – 13 денонощия 22 часа 21 мин и 33 секунди. |                                     |                                     |                                     |                                        |

## Гражданска работа
- юли 1992 – септември 1994 г. – консултант по въпросите по управление и стратегическо планиране на пилотираните полети в корпорация Локхийд (Lockheed Corporation).
- от септември 1994 г. – изпълнителен вицепрезидент на компанията Lockheed Engineering and Science company (подразделение на Lockheed Corporation), а след това – президент и главен администратор на тази компания.
- от края на 1995 г. – ръководител на административната служба на фирмата United Space Alliance (съвместно предприятие на Lockeed Martin и Rockwell International Corp.).
- 1999 – март 2001 г. – президент на корпорацията Allied Signal Technical Services Corporation. Запазва своя пост и след сливането с фирмата Honeywell. Напуска поста през март 2001 г.
- Сега работи в консултативния съвет при администратора на НАСА.

## Награди
- два Авиационни кръста „За заслуги“ (Distinguished Flying Cross),
- 18 (осемнадедесет) медала „За въздушни операции“ (Air Medal)
- Медал „За отлична служба“ (САЩ) (Defense Superior Service Medal)
- Медал „За похвална служба“ (САЩ) (Defense Meritorious Service Medal)
- медал „За похвална служба“ (Meritorious Service Medal)
- два медала на Армията на САЩ „За заслуги“ (Army Commendation Medal)
- медал „Бронзова звезда“ (Bronze Star).
- медал на НАСА „За изключителни заслуги“ (NASA Exceptional Service Medal)
- два медала на НАСА „За космически полет“ (NASA Space Flight Medal).

Женен – съпруга Елен Адамсън (Ellen Adamson), имат три деца.